# (134340) Pluton
Pluton (oznaczenie oficjalne: (134340) Pluton; symbole:  i ) – planeta karłowata, plutoid, najjaśniejszy obiekt Pasa Kuipera. Został odkryty w 1930 roku przez amerykańskiego astronoma Clyde’a Tombaugha. Od odkrycia do 2006 roku Pluton oficjalnie był uznawany za dziewiątą planetę Układu Słonecznego. 24 sierpnia 2006 roku Międzynarodowa Unia Astronomiczna odebrała Plutonowi status planety, co oznacza, że Układ Słoneczny składa się z 8 planet.
Pluton należy do szerszej grupy obiektów transneptunowych. Płaszczyzna, po której się porusza, jest mocno nachylona do płaszczyzny ekliptyki, z silnie ekscentryczną orbitą, która częściowo przebiega bliżej Słońca niż orbita Neptuna. Plutona obiega co najmniej pięć księżyców, z których jeden, Charon, ma tylko o połowę mniejszą średnicę od niego.
Średnia odległość Plutona od Słońca wynosi 39,5886 
jednostek astronomicznych au. Czas trwania jednego obrotu wokół osi to 153,29 ziemskich godzin.

## Odkrycie i nazwanie Plutona
Jeszcze na długo przed odkryciem Plutona astronomowie przewidywali istnienie dużego ciała, krążącego poza orbitą Neptuna. Postawiono hipotezę, że za zaburzenia w ruchu Neptuna odpowiada niezaobserwowana planeta (Planeta X).
Dopiero badania sondy Voyager 2 pozwoliły rozwiązać zagadkę zaburzeń. Okazało się, że masa Neptuna została przeszacowana o około 0,5%. Uwzględnienie tej różnicy sprawiło, że zaburzenia zniknęły – zatem Planeta X, tak jak ją zdefiniował Percival Lowell, nie istnieje.
Pluton został odkryty 18 lutego 1930 roku przez amerykańskiego astronoma, Clyde’a Tombaugha, pracującego w Obserwatorium Lowella w Arizonie. Obiekt został przez niego zauważony na zdjęciach zrobionych między 23 a 29 stycznia tegoż roku. Po uzyskaniu fotograficznego potwierdzenia, 13 marca wysłał telegraficzną wiadomość do Obserwatorium Harvard College. W późniejszym czasie zdjęcia jeszcze z 1915 roku potwierdziły istnienie nowego obiektu.
W sprawie nazewnictwa obiektu pierwszeństwo miał jego odkrywca. Przełożeni skłaniali Tombaugha do szybkiego zaproponowania nazwy, zanim ktoś inny go uprzedzi. Wkrótce propozycje zaczęły nadchodzić niemal z całego świata. Constance Lowell, wdowa po Percivalu (założycielu obserwatorium, w którym odkryto Plutona), zaproponowała nazwę Zeus. Ostatecznie, w wyniku impasu w tej sprawie, wdowa Lowell zaproponowała jako nazwę swoje pierwsze imię, co spotkało się z dużą dezaprobatą środowisk astronomicznych.
Wśród propozycji dominowały imiona mitologicznych postaci: Kronos, Minerwa (zaproponowane przez gazetę New York Times) – jako jedne z głównych propozycji. Dalej wymieniano także: Artemis, Atena, Atlas, Kosmos, Hera, Herkules, Ikar, Odyn, Pax, Persefona, Perseusz, Prometeusz, Tantal, Wulkan i wiele innych. Wiele z tych mitologicznych nazw zostało zarezerwowanych dla planetoid.
W końcu obiekt nazwano od rzymskiego boga Plutona, a oznaczono go symbolem stworzonym z liter P i L na cześć Percivala Lowella, który wyznaczył dwa możliwe położenia tego obiektu, obserwując ruch Neptuna. Pomysłodawczynią nazwy była mieszkająca w Oksfordzie, 11-letnia wówczas Venetia Burney. Swoją propozycję nazwy tłumaczyła tym, że skoro znajduje się on bardzo daleko i panuje tam bardzo duży mróz, to niech przyjmie imię od rzymskiego boga zaświatów – Plutona. Profesor Herbert Hall Turner poinformował o pomyśle swych znajomych z amerykańskiego obserwatorium, którzy jednomyślnie przyjęli nazwę. Oficjalnie została ona zaakceptowana i ogłoszona 1 maja 1930.
24 sierpnia 2006 roku decyzją Międzynarodowej Unii Astronomicznej, podjętą w Pradze, Plutonowi odebrano status planety a zaliczony został do grona nowej klasy obiektów – planet karłowatych. Jednocześnie Unia podjęła decyzję o uznaniu Plutona za prototyp plutoidów, nowej kategorii obiektów transneptunowych. Decyzja wzbudziła wiele kontrowersji wśród astronomów przyzwyczajonych do dawnej nomenklatury, szczególnie amerykańskich, którzy szczycili się odkryciem planety przez Amerykanina.
Dwa tygodnie później Minor Planet Center na Harvardzie, które kataloguje małe ciała Układu Słonecznego, nadało Plutonowi numer 134340 w katalogu planetoid, ignorując głosy, aby uhonorować planetę karłowatą, uważaną do 2006 roku za pełnoprawną planetę, okrągłym numerem (200000 lub 0).

## Obserwacje

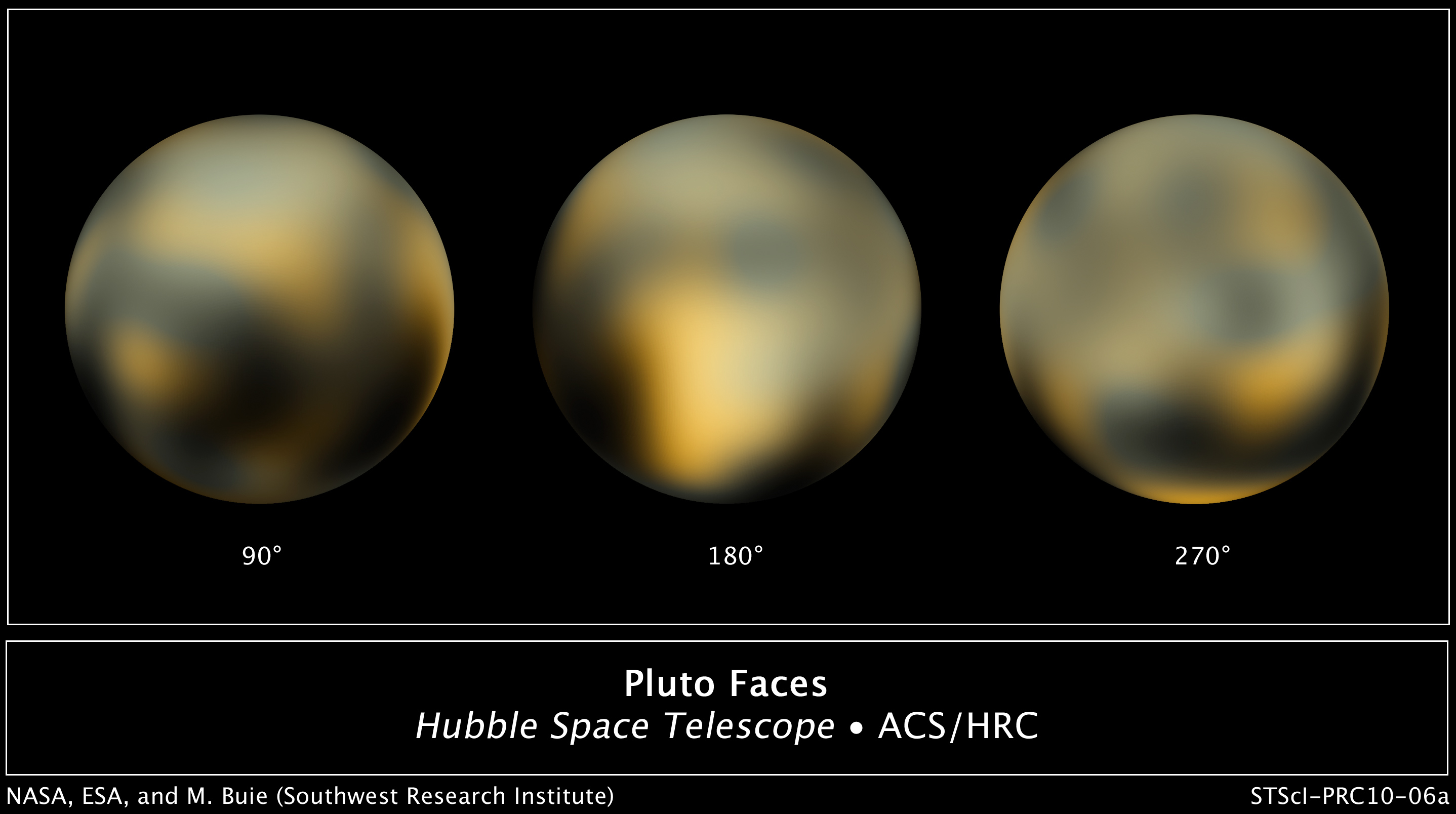
Najdokładniejsze w 2010 roku obrazy Plutona stworzone na podstawie zdjęć Teleskopu Hubble’a z wykorzystaniem techniki ditheringu.

Jasność Plutona obserwowanego z Ziemi oscyluje wokół 15,1m (maksymalnie 13,65m). Z tego powodu, aby go dostrzec, trzeba korzystać przynajmniej 30-centymetrowych teleskopów (12 cali). Dzięki swojej żółtawej barwie wygląda on wówczas jak słaba gwiazda. Jego średnica kątowa wynosi ok. 0,1 sekundy kątowej (min. 0,06, maks. 0,11).
Okres synodyczny Plutona równy jest 366,73 dni.
Obserwacje dokonane w połowie kwietnia 2015 roku przez sondę kosmiczną New Horizons z odległości 113 mln km po raz pierwszy ukazały na zdjęciach wykonanych przez tę sondę jasne i ciemne regiony powierzchni, co zdaniem naukowców z NASA miało sugerować występowanie na Plutonie czap polarnych. Późniejsze obserwacje nie potwierdziły jednak tych przypuszczeń.
Na zdjęciach wykonanych przez sondę odkryto na powierzchni Plutona obiekt w kształcie serca, który nazwano Tombaugh Regio (na cześć odkrywcy planety). Większość powierzchni „serca” (2 tys. km²) zajmuje tzw. Sputnik Planitia (Równina Sputnika). Leży on około 4 km niżej niż jego otoczenie, a jego jasny wygląd jest spowodowany tym, że jest to tworzywo o wysokim albedo pokryte azotem w postaci lodu, który nagromadził się po zderzeniu z lodową skałą o średnicy ok. 730 km. Zderzenie było powolne i skośne (pod kątem 30 stopni), a lodowe jądro Plutona spowodowało, że obiekt uderzający się nie stopił tylko spłaszczył na powierzchni Plutona.

## Orbita

Porównanie orbit Plutona i Neptuna

Widok w płaszczyźnie ekliptyki

Pluton obiega Słońce w tym samym kierunku co planety, ale obraca się przeciwnie niż one (z wyjątkiem Wenus i Urana). Średnia odległość Plutona od Słońca wynosi 39,59 au (5,92×109 km), jednak silnie ekscentryczna orbita o mimośrodzie 0,2518 sprawia, że podczas największego zbliżenia znajduje się on w odległości 29,62 au od gwiazdy, czyli bliżej niż Neptun. Ostatnie takie zbliżenie miało miejsce od 7 lutego 1979 do 11 lutego 1999. Wynikać może stąd przekonanie, że orbity Neptuna i Plutona przecinają się. Jednak jest ono błędne, jako że opiera się na wyobrażeniu ruchu tych ciał w jednej płaszczyźnie. W rzeczywistości orbita Plutona jest nachylona ponad 17° do ekliptyki.
Pluton pozostaje z Neptunem w rezonansie orbitalnym 3:2, co oznacza, że na 2 obiegi Plutona przypadają 3 Neptuna. Prędkość obiegu planety podlega bardzo dużym wahaniom: w czasie gdy znajduje się on najbliżej Słońca, w peryhelium (6,10 km/s), jest prawie dwa razy większa niż w aphelium (3,71 km/s). Z kinematycznego i najpewniej genetycznego punktu widzenia Pluton należy do szerszej grupy obiektów transneptunowych, zwanych plutonkami.
Porównanie charakterystyki orbity Plutona i jego wstecznego obrotu do wstecznego obiegu największego satelity Neptuna – Trytona, skłoniły astronomów do wysunięcia pewnej katastroficznej hipotezy. Według niej w odległej przeszłości jakiś masywny obiekt mijający Neptuna wyrwał ze strefy przyciągania tej planety Plutona, który przedtem miał być księżycem Neptuna. W tym samym zdarzeniu orbita Trytona miałaby ulec dramatycznej zmianie.
Obecnie jednak, po odkryciu wielu obiektów Pasa Kuipera, ta hipoteza straciła na wartości. Orbita Plutona jest bowiem typowa dla obiektu Pasa Kuipera. Sam Tryton jest prawdopodobnie przechwyconym przez grawitację Neptuna byłym obiektem tego pasa.

## Charakterystyka fizyczna

### Masa i rozmiar

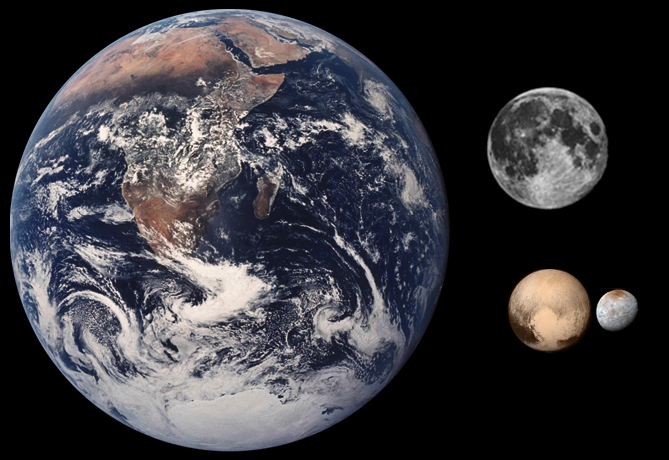
Zestawienie czterech ciał niebieskich – Ziemi (ok. 12,7 tys. km średnicy), Księżyca (ok. 3,5 tys. km), Plutona (ok. 2,4 tys. km) i Charona (ok. 1,2 tys. km) w identycznej skali.

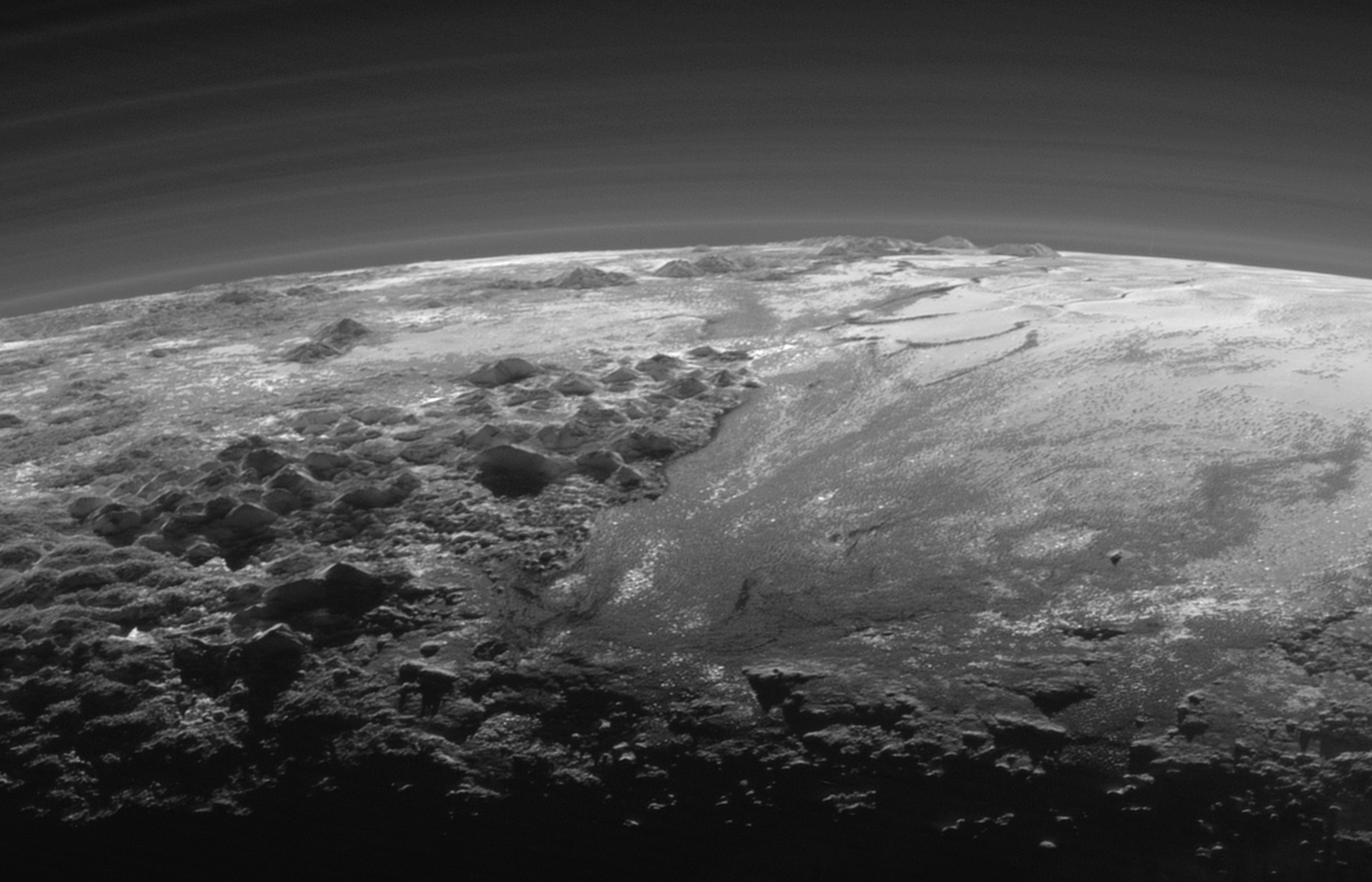
Powierzchnia Plutona z widocznym zamgleniem atmosfery. Zdjęcie wykonane przez sondę New Horizons 14 lipca 2015 roku.

Pluton został zaliczony do planet karłowatych, ponieważ nie spełnia założeń nowej definicji planety, co związane jest m.in. z jego masą. Większą od niego masę mają nawet niektóre satelity planet: Księżyc, Kallisto, Ganimedes, Europa, Io, Tytan i Tryton. Z drugiej strony Pluton jest większy od typowych obiektów transneptunowych i wszystkich planetoid krążących bliżej Słońca.
31 lipca 2005 odkryto (136199) Eris, kolejną planetę karłowatą w Pasie Kuipera. Początkowo uważano ją za znacznie większą od Plutona, lecz dokładniejsze pomiary wykazały, że średnica Plutona jest jednak o kilkadziesiąt kilometrów większa, pomimo wyraźnie mniejszej masy niż Eris, Pluton pozostaje nadal największym znanym obiektem transneptunowym.
Średnicę i masę Plutona próbowano wielokrotnie wyznaczyć za pomocą obserwacji naziemnych. Odkrycie w 1978 roku jego największego satelity, Charona, ułatwiło wyznaczenie masy tych dwóch grawitacyjnie związanych ciał – dzięki III prawu Keplera. Pierwotnie zakładano, że Pluton jest większy od Merkurego, ale mniejszy od Marsa, na co zdawały się wskazywać obserwacje wizualne. Jednak dopiero później okazało się, że wszystkie obliczenia dotyczą dwóch obiektów, co automatycznie zmniejszyło domniemane rozmiary planety karłowatej. Pomogło także obserwowane przez ziemskie teleskopy zakrycie tarczy Plutona przez jego największy księżyc. Z kolei wyznaczenie średnicy Charona obserwacyjnie było prostsze, bo nie ma zbyt gęstej atmosfery.
W lipcu 2015 – na podstawie danych z misji New Horizons – naukowcy NASA oszacowali, że rozmiar Plutona jest nieznacznie większy, niż wcześniej zakładano. Potwierdzili oni jednocześnie wcześniejsze przypuszczenia, iż Pluton zbudowany jest głównie z lodu i niewielkiej ilości skał oraz metali. Nowe dane sugerują według NASA, że gęstość Plutona jest mniejsza niż wcześniej przypuszczano, a pokrywa lodowa grubsza niż się wydawało. To także oznacza, że atmosfera jest płytsza niż zakładano.
Przyspieszenie grawitacyjne na powierzchni Plutona równe jest ok. 0,62 m/s², czyli ok. 0,063 przyspieszenia ziemskiego. Prędkość ucieczki z jego powierzchni to zaledwie ok. 1,21 km/s.

### Struktura powierzchni
29 kwietnia 2015 roku naukowcy NASA zasugerowali istnienie czap polarnych na podstawie obserwacji ciemnych i jasnych regionów powierzchni Plutona widocznych na zdjęciach zrobionych przez sondę New Horizons w połowie kwietnia 2015 r.
7 września 2017 Międzynarodowa Unia Astronomiczna zatwierdziła nazwy 14 obiektów na powierzchni Plutona, zidentyfikowanych po przelocie sondy New Horizons w lipcu 2015. Kolejny raz Unia uczyniła to wobec kolejnych 14 obiektów na powierzchni Plutona w dniu 8 sierpnia 2019.

## Satelity Plutona

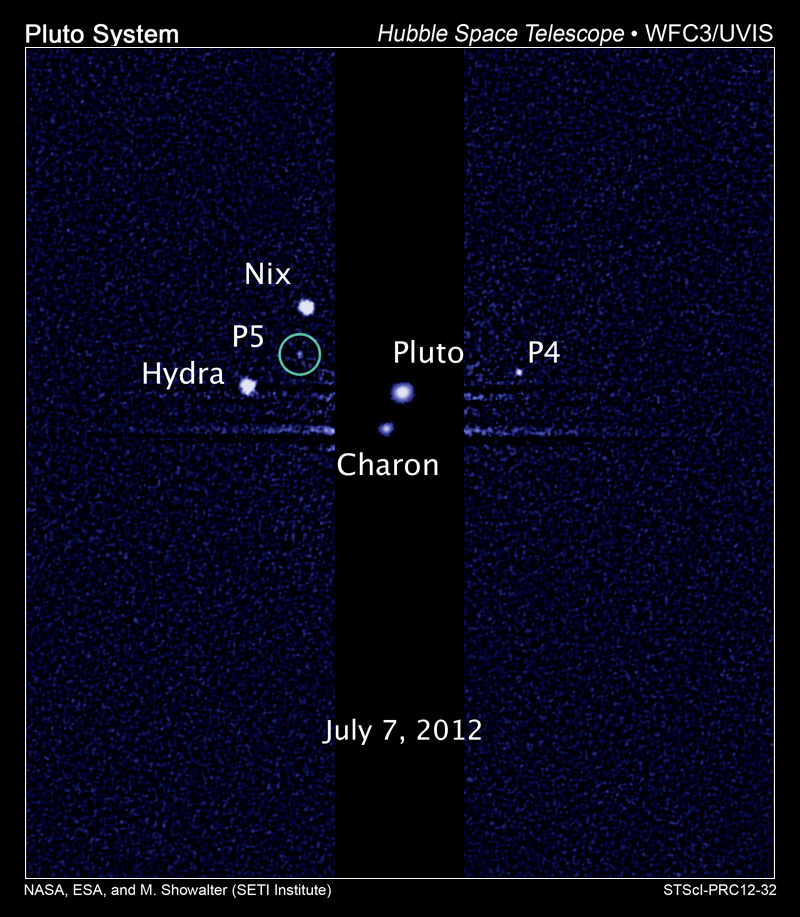
Układ Plutona z podpisanymi księżycami

Pluton posiada pięć znanych naturalnych satelitów. Największy z nich, Charon, po raz pierwszy został zaobserwowany w 1978 roku. Jego odkrywcą był James Christy. O istnieniu Charona przekonały obserwacje Plutona i badania jego albedo. Regularnie zwiększająca się i malejąca jasność pozwoliła wysunąć podejrzenia o krążącym wokół niego innym obiekcie. Charon jest stosunkowo dużych rozmiarów (ok. 1/8 objętości Plutona), przez co układ Pluton-Charon może być uznawany za podwójną planetę karłowatą.
Pozostałe księżyce Plutona są znacznie mniejsze i zostały zaobserwowane dopiero w XXI wieku. Hydra i Nix zostały zaobserwowane na zdjęciach wykonanych przez teleskop Hubble’a w dniach 15 i 18 maja 2005 roku. Kolejne, czyli Kerberos oraz Styx odkryto odpowiednio w czerwcu 2011 i w lipcu 2012 roku.

## Eksploracja Plutona

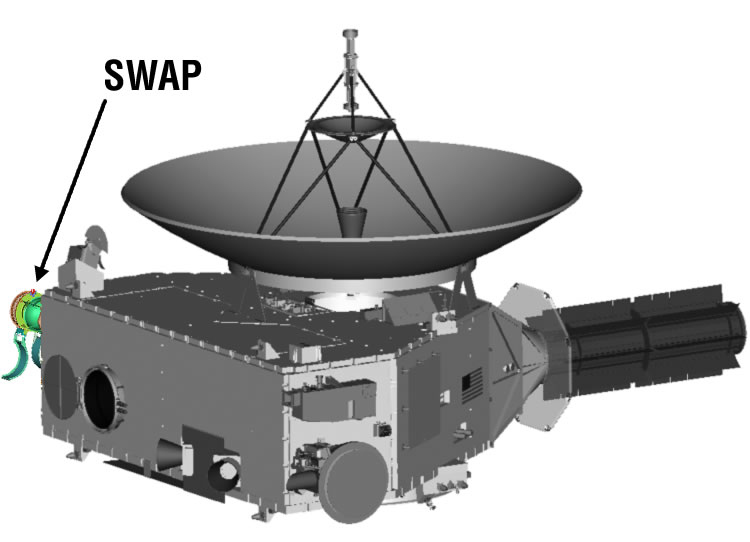
Sonda New Horizons wysłana do zbadania Plutona

Przez wiele lat wiedza na temat Plutona nie była zbyt obszerna, przede wszystkim za sprawą jego wielkiej odległości od Ziemi. W 2001 r. NASA rozpoczęła przygotowania do wyprawy sondy New Horizons, z zamiarem bezpośredniej obserwacji Plutona. Plan ogłoszono oficjalnie w listopadzie 2003 r. Start misji nastąpił 19 stycznia 2006 r. Przed dotarciem do Plutona pojazd 28 lutego 2007 minął Jowisza, korzystając z jego asysty grawitacyjnej. 14 lipca 2015 roku sonda minęła Plutona w odległości około 12 500 km, wykonując wiele fotografii i pomiarów, jednak z uwagi na odległość i szybkość transmisji (ok. 1 kb/s), dane były odbierane przez kilkanaście miesięcy. Pluton jest tym samym najodleglejszym od Ziemi ciałem niebieskim badanym z bliskiej odległości. Obecnie sonda oddala się od Plutona, a NASA przygotowuje ją do zbadania kolejnego, bliskiego obiektu Pasa Kuipera.
Misja New Horizons zastąpiła wyprawę Pluto Kuiper Express, anulowaną w 2000 r. z powodu nieprzewidzianych problemów technicznych i rosnących kosztów. Wcześniej Pluton miał być badany docelowo przez sondę Voyager 1, jednak – z powodu ograniczonego budżetu i braku zainteresowania – pojazd skierowano na satelitę Saturna – Tytana.

## Dyskusje na temat Plutona

### Planeta X
Odkrycie Plutona w 1930 roku potwierdziło hipotezy o istnieniu zewnętrznego obiektu odpowiedzialnego za zaburzenia (perturbacje) w ruchu Neptuna i Urana. Percival Lowell w roku 1915 – dzięki badaniom ruchów tychże planet – starał się dokładnie przewidzieć położenie owego „za-neptunowego” obiektu, nazywanego wówczas Planetą X. Jego obliczenia wydawały się nadzwyczaj trafne, gdy 15 lat później odkryto taki obiekt.
W kolejnych dekadach pojawiły się rozbieżności dotyczące charakterystyki fizycznej Plutona. Ówczesne możliwości techniczne nie pozwalały na dokładne oszacowanie jego masy i rozmiaru. Pierwsze hipotezy zaproponowane na podstawie przypuszczalnej wartości albedo oraz prędkości obiegu zakładały, że Pluton jest dosyć masywną planetą. Wyglądało na to, że jest on poszukiwaną Planetą X, odpowiedzialną za perturbacje grawitacyjne orbit planet zewnętrznych.
Jednak te hipotezy zostały definitywnie obalone w roku 1978 po odkryciu Charona, satelity Plutona. Odkrycie to wykorzystano do dokładnego określenia rozmiarów i masy planety. Stwierdzono, że Pluton – jako obiekt o masie kilkakrotnie mniejszej od masy ziemskiego Księżyca – nie jest w stanie samodzielnie znacząco wpłynąć na ruch gazowych olbrzymów – Urana i Neptuna.
Choć pozycja Plutona pokrywała się z hipotetycznym położeniem Planety X, przewidzianym obliczeniami Lowella na podstawie perturbacji ruchu owych planet, w rzeczywistości okazało się to zupełnie przypadkową zbieżnością. W 1951 roku Gerard Kuiper zasugerował, że wpływ na owe anomalie może mieć nie jeden obiekt (Pluton), ale większa liczba obiektów krążących w podobnej odległości od Słońca. Do lat dziewięćdziesiątych XX w. pozycja Plutona jako planety wydawała się nie do podważenia. Dopiero pod koniec XX wieku odkrycie wielu obiektów transneptunowych spowodowało, że wielu zaczęło ten fakt kwestionować. Zewnętrzny pas lodowo-skalnych planetoid nazwano na cześć postulatora Pasem Kuipera. Dziś znamy ponad 800 obiektów transneptunowych, niektóre są porównywalne rozmiarami z Plutonem. W świetle tych faktów ranga Plutona znacznie osłabła i w 2006 roku został on ostatecznie skreślony z listy planet.
Po obserwacjach Voyagera 2 domniemane zaburzenia ruchu Neptuna uznano za wynikające z błędnego oszacowania jego masy. Obecnie nie ma wątpliwości, że hipotetyczna dziewiąta planeta Układu Słonecznego, jeżeli w ogóle istnieje, to nie może krążyć bliżej niż 55 au od Słońca, bo zaburzałaby orbity ciał Pasa Kuipera.

### Status planety
Z początkiem ostatniej dekady dwudziestego wieku odkrywano coraz więcej obiektów transneptunowych. Pierwszym takim obiektem, po Plutonie i jego satelicie, jest (15760) Albion. Postęp technologiczny umożliwił odkrywanie co roku dużej liczby takich obiektów, co nieuchronnie prowadziło do pytania: czy Pluton jest obiektem wyjątkowym, najmniejszą spośród planet, czy tylko największym z transneptunów?
Kolejne obserwacje dowiodły istnienia wielu obiektów, jednak były to ciała wielokrotnie mniejsze od Plutona, co utwierdzało jego planetarny status. Największa ze znanych wcześniej planetoid (1) Ceres ma średnicę 939 km. Przełom nastąpił w roku 2002 – wtedy to odkryto (50000) Quaoar o średnicy ok. 1070 km, co stanowi prawie połowę średnicy Plutona. Inne ważne odkrycie – (90482) Orkus, o średnicy podobnej do Quaoara – podało w wątpliwość wyróżnioną pozycję „dziewiątej planety”. W 2004 odkryto kolejny, jeszcze bardziej odległy obiekt nazwany później (90377) Sedna, o średnicy ok. 1000 km. Wszystkie te ciała mają rozmiary porównywalne z Plutonem, ich odkrycia znacznie osłabiały argumenty za utrzymaniem jego wyjątkowego statusu.
Zdecydowanie największe znaczenie dla klasyfikacji planet miało odkrycie z 29 lipca 2005, kiedy to ogłoszono istnienie obiektu 2003 UB313, nazwanego później (136199) Eris. Na podstawie jego albedo początkowo jego rozmiary wydawały się nieco większe niż Plutona (później ustalono, że są nieco mniejsze). Wyglądało na to, że to największe ciało Układu Słonecznego odkryte od zaobserwowania Neptuna w 1846. To z jednej strony spowodowało, że niektórzy uznali, że należy włączyć Eris w poczet planet, zaś inni – że należy zdegradować Plutona, jako że jest tylko jednym z wielu obiektów Pasa Kuipera. Cechą Plutona wyróżniającą go wśród innych transneptunów są jego księżyce i atmosfera. Bo co prawda, wiele tych oddalonych obiektów posiada satelity, jednak zazwyczaj są to ciała znacznie mniejsze.
Ten precedens sprawił, że znów stało się aktualne pytanie o definicję planety. Kwestię tę podnoszono wcześniej w XIX w. Początkowo każdą odkrytą planetoidę ((1) Ceres, (2) Pallas, (3) Juno oraz (4) Westa) ówcześni ludzie automatycznie uznawali za planetę (głównie za sprawą braku możliwości dokładnego pomiaru wielkości obiektu). To samo tyczyło się planetoidy (5) Astraea odkrytej w 1845 (na rok przed odkryciem Neptuna), którą również potraktowano jako planetę. Jednak w kolejnych latach odkrywanie coraz większej liczby planetoid (krążących głównie między orbitami Marsa i Jowisza) spowodowało, że określanie ich planetami stało się nieaktualne i błędne. Owe obiekty po prostu przypisano do szerszego grona pasa planetoid. Obecnie podobny los spotkał Plutona, 24 sierpnia 2006 r. Międzynarodowa Unia Astronomiczna uznała, że zgodnie z nową definicją, Pluton nie jest planetą i utworzyła kategorię planet karłowatych.
13 marca 2007, w 77. rocznicę oficjalnego ogłoszenia odkrycia Plutona, Izba Reprezentantów stanu Nowy Meksyk ogłosiła, aby „nazywać Plutona planetą, ilekroć będzie przemierzał wspaniałe nocne niebo nad Nowym Meksykiem”.